# Il grande incubo
Il grande incubo è un singolo degli 883, il quarto estratto dal loro terzo album di inediti La donna il sogno & il grande incubo del 1995.

## Video musicale
Il video, realizzato da Guido Manuli e sceneggiato da Ade Capone, è ispirato al fumetto italiano Dylan Dog, e vede Pezzali che viene portato in un motel dove vivrà esperienze "da incubo" e da dove alla fine riuscirà a scappare rendendosi conto che è stato, appunto, solo un incubo

## Tracce
1. Il grande incubo (Album Version)
2. Il grande incubo (Bliss Team Remix)
3. Ti sento vivere
4. Senza averti qui (Kwaanza Posse Mix)

## Formazione
- Max Pezzali - voce
- Jacopo Corso - chitarra
- Leandro Misuriello - basso
- Sandro Verde - tastiera, programmazione